# ジョージア外務省
外務省（ジョージアがいむしょう）は、ジョージアの内閣を構成する17省庁の一つで、外交に関する業務を主管とする行政機関。トビリシのChitadze通りに所在する。
サカルトヴェロ民主共和国時代のノエ・ジョルダニア首相が1918年に内閣を創設した頃からある最も古い省庁の一つである。現在の大臣はミヘイル・ジャネリゼ。

## サカルトヴェロ民主共和国外務大臣
- アカキ・チヘンケリ（英語版） 1918年5月25日 – 1918年[1]
- エヴゲニー・ゲゲチコリ（英語版） 1918年 – 1921年

## ジョージア人民政府委員会外務大臣
- アレキサンダー・スワニーゼ（英語版） 1921年 – 1923年
- ゲオルギ・キクナーゼ 1944年 – 1946年

## ジョージア・ソビエト社会主義共和国外務大臣
- ゲオルギ・キクナーゼ 1946年 – 1953年
- Archil Gigoshvili 1953年 – 1954年
- Mitrofan Kuchava 1954年 – 1962年
- Archil Gigoshvili 1962年 – 1969年
- Georgi Chogovadze 1969年 – 1970年
- Revaz Pruidze 1970年
- Shalva Kiknadze 1970年 – 1979年
- Teymuraz Gordeladze 1979年 – 1981年
- ギオルギ・ジャヴァヒシヴィリ（英語版） 1985年 – 1990年
- ギオルギ・チビナシュビリ（英語版） 1990年11月26日 – 1991年8月15日

## ジョージア外務大臣
| 代       | 氏名                           | 在任期間       | 在任期間       | 備考     |
| 代       | 氏名                           | 開始           | 終了           | 備考     |
| 外務大臣 | 外務大臣                       | 外務大臣       | 外務大臣       | 外務大臣 |
| -------- | ------------------------------ | -------------- | -------------- | -------- |
| 1        | ギオルギ・ホシタリア           | 1990年11月26日 | 1991年8月15日  |          |
| 2        | ムルマン・オマニゼ             | 1991年8月15日  | 1991年12月31日 |          |
| 3        | アレクサンドレ・チクヴァイゼ   | 1992年3月1日   | 1995年12月21日 |          |
| 4        | イラクリ・メナガリシヴィリ     | 1995年12月15日 | 2003年11月29日 |          |
| 5        | テド・ジャパリゼ               | 2003年11月30日 | 2004年3月20日  |          |
| 6        | サロメ・ズラビシヴィリ         | 2004年3月20日  | 2005年10月19日 |          |
| 7        | ゲラ・ベジュアシヴィリ         | 2005年10月19日 | 2008年1月31日  |          |
| 8        | ダヴィト・バクラゼ             | 2008年1月31日  | 2008年5月5日   |          |
| 9        | エカテリネ・トケシェラシヴィリ | 2008年5月5日   | 2008年12月6日  |          |
| 10       | グリゴル・ヴァシャゼ           | 2008年12月6日  | 2012年10月25日 |          |
| 11       | マイア・パンジキゼ             | 2012年10月25日 | 2014年11月5日  |          |
| 12       | タマル・ベルチャシヴィリ       | 2014年11月11日 | 2015年9月1日   |          |
| 13       | ギオルギ・クヴィリカシヴィリ   | 2015年9月1日   | 2015年12月30日 |          |
| 14       | ミヘイル・ジャネリゼ           | 2015年12月30日 | 2018年6月13日  |          |
| 14       | ダヴィト・ザルカリアニ         | 2018年6月13日  | 現職           |          |

## 脚註
1. ↑  “МИНИСТРЫ ИНОСТРАННЫХ ДЕЛ ГРУЗИИ” [Ministers of Foreign Affairs of Georgia]. 2010年12月27日時点のオリジナルよりアーカイブ。2011年2月17日閲覧。